# Нить Персея-Пегаса
Нить Персея-Пегаса (англ. Perseus–Pegasus Filament) — глобальная суперструктура, галактическая нить, состоящая из двух сверхскоплений галактик — сверхскопления Рыб-Персея и сверхскопления Рыб-Кита (не путать с Комплексом сверхскоплений Рыб-Кита). Одна из крупнейших структур во Вселенной. Ближайший конец этой нити расположен на расстоянии 130 млн световых лет (NGC 691/697), дальний конец — на расстоянии 955 млн световых лет (Скопление A2683). Рядом с Нитью находится один из самых больших ближайших войдов — войд Тельца. Нить была открыта в 1985 году Дэвидом Батуски и Джеком Бёрнсом.
Сверхскопление Персея-Рыб (SCl 40) (англ. Perseus-Pisces Supercluster) — сверхскопление галактик из цепи Персея-Пегаса, соседнее со сверхскоплением Ланиакея (составной частью которого является Млечный Путь с Солнечной системой). Совместно с Ланиакеей входит в комплекс сверхскоплений Рыб-Кита.
Сверхскопление располагается в 250 миллионах световых лет от Земли и имеет размер почти 300 миллионов световых лет. Эта цепочка скоплений галактик простирается более чем на 40° по всему северному полушарию неба. Сверхскопление Персея-Рыб является одной из двух доминирующих концентраций галактик в ближайшей к нам Вселенной (в пределах 300 миллионов световых лет), которые находятся по обе стороны Местного сверхскопления и вдоль плоскости нашей галактики.
Это сверхскопление также граничит с войдом Тельца.
Основные скопления в сверхскоплении Рыб-Персея: Abell 262, Abell 347 и Abell 426 (скопление Персея).